# هيكاري ميتسوشيما
هيكاري ميتسوشيما (باليابانية: 満島ひかり) ممثلة ومغنية وعارضة يابانية ولدت في 30 تشرين الثاني 1985 في محافظة أوكيناوا في اليابان.

## مسيرتها
بدأت مسيرتها الفنية في عام 1997 كمغنية في فرقة جي بوب اسمها فولدر فايف، كذلك بدأت مسيرتها في عالم التمثيل في نفس العام، لكن بداية شهرتها في التمثيل كانت في عام 2005، وكان ادائها في فيلم التعرض للحب من إخراج شیون سونو عام 2008 قد جلب لها اهتمام النقاد وفازت بالعديد من الجوائز.

## حايتها الشخصية
أعلنت ميتسوشيما عبر الفاكس من خلال وكالتها أنها سجلت زواجها من المخرج السينمائي يويا إيشي في 25 أكتوبر 2010، وانفصلا لاحقًا في أوائل عام 2016. في 17 مايو 2016، أعلنت وكالتا ميستوشيما وكينتو ناغاياما بشكل مشترك أن تم التأكد من أن الاثنين على علاقة.

## الأعمال

### أفلام
| السنة | الفيلم                     | الدور       |
| ----- | -------------------------- | ----------- |
| 2006  | مذكرة الموت                |             |
| 2008  | التعرض للحب                | يوكو اوزاوا |
| 2011  | هارا كيري - مقتل الساموراي | ميهو        |
| 2013  | نهاية الصيف                |             |

### مسلسلات
| السنة | العنوان                   | الدور              |
| ----- | ------------------------- | ------------------ |
| 2013  | امرأة – حياتي لأجل أطفالي | كوهارو             |
| 2016  | تلفزيون توتو              | كوروياناغي تيتسوكو |
| 2017  | كوارتيت                   | سيبوكي سوزومي.     |

### التمثيل الصوتي
| السنة | العنوان            | الدور                    |
| ----- | ------------------ | ------------------------ |
| 2016  | ون بيس فيلم غولد   | كارينا                   |
| 2017  | ماري وزهرة الساحرة | الساحرة ذات الشعر الاحمر |
| 2025  | كوكون              | مايو                     |

### أغاني
- MONDO GROSSO / ラビリンス [7]

## روابط اضافية
- الموقع الرسمي (باليابانية)
- هيكاري ميتسوشيما على موقع IMDb (الإنجليزية)
- هيكاري ميتسوشيما على موقع قاعدة بيانات الأفلام العربية
- هيكاري ميتسوشيما على موقع ألو سيني (الفرنسية)
- هيكاري ميتسوشيما على موقع ميوزك برينز (الإنجليزية)
- هيكاري ميتسوشيما على موقع أول موفي (الإنجليزية)
- هيكاري ميتسوشيما على موقع ديسكوغز (الإنجليزية)
- هيكاري ميتسوشيما على موقع قاعدة بيانات الفيلم (الإنجليزية)
- هيكاري ميتسوشيما على موقع كينوبويسك (الروسية)